# جاك ايمانويل
جاك ايمانويل (بالفرنسية: Jacques Emmanuel)‏ هو واضع كلمات الأوبرا وكاتب سيناريو وممثل فرنسي، ولد في 13 يناير 1920 بباريس في فرنسا، وتوفي في 11 يونيو 1998 في فرنسا.

## وصلات خارجية
- جاك ايمانويل على موقع IMDb (الإنجليزية)
- جاك ايمانويل على موقع قاعدة بيانات الفيلم (الإنجليزية)